# جيمس داوني
جيمس داوني هو مدرس كندي، ولد في 20 أبريل 1939.